# Großbodungen
Großbodungen è una frazione del comune tedesco di Am Ohmberg, nel Land della Turingia.

## Storia
Fino al 1º dicembre 2010 era un comune autonomo e faceva parte della comunità amministrativa di Eichsfeld-Südharz.